# 霍米利沙森林国家自然公园
霍米利沙森林国家自然公园（烏克蘭語：Національний природний парк «Гомільша́нські ліси»），是乌克兰哈尔科夫州丘胡伊夫区頓涅茨河两岸的一个国家公园，位于地区城市哈尔科夫以南50公里。该保护区的历史可追溯至彼得大帝统治时期，他将这片森林设为保护区以保障造船用的木材供给。此外，该地区亦是具有高生态价值的森林草原。

## 地形
该公园由沿顿涅茨河中游和戈莫尔什河两岸的一系列保护区和旅游区组成。河流的右岸是中俄羅斯高地的诸多丘陵山坡，海拔在100米左右；左岸则为东欧平原。此外公园内部还有有许多考古遗址以及重要古迹——这些遗迹的建成时间最早可以追溯到公元前2000年的青铜时代。另外也有一些基辅罗斯时代和可薩汗國时期建成的遗迹。

## 气候与生态区
霍米利沙森林地区位于东欧森林草原南部和东欧平原北部之间的过渡地带，属暖夏型温带大陆性湿润气候，昼夜温差较大，温度随季节变化幅度也较大，夏季气候相对温和，冬季寒冷多雪 。

## 生态环境

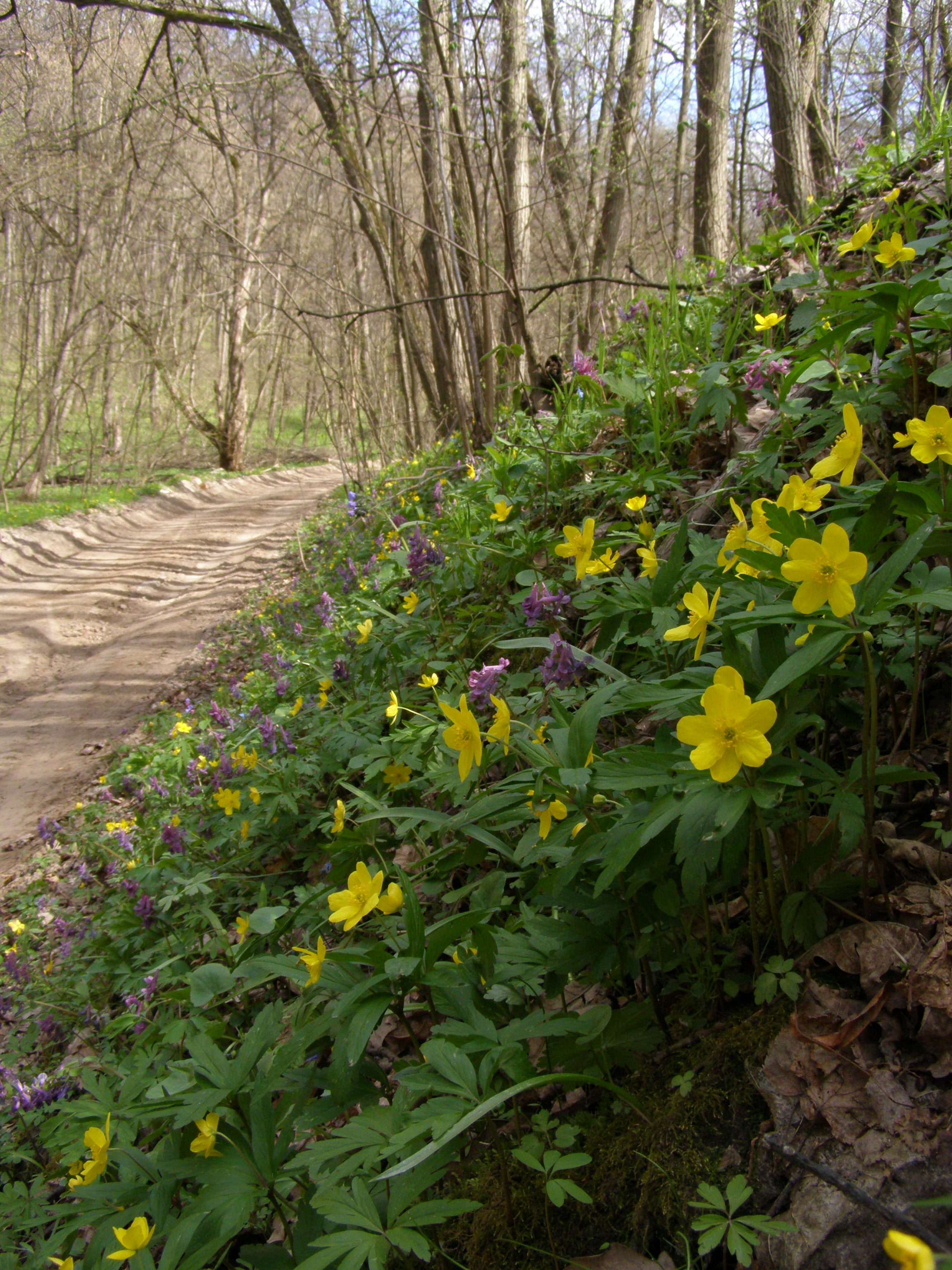
观光小径两侧的春季花卉

霍米利沙森林的地形以丘陵和峡谷为主，其中頓涅茨河右岸坡上森林主要由枫树、白蜡树和橡树组成，左岸梯田含沙量较大，主要长有松树；森林周围的草地湖泊众多、干湿度各不相同。霍米利沙森林内有诸多原始森林，其中有500公顷的森林树龄为130至150年，部分橡树树龄达200-300年。公园内已记载的有胚植物有850种，其中138种为珍惜植物。动物方面则有鱼类50种，鸟类153种，兽类53种。

## 开放区域
霍米利沙森林公园共有5条主要的远足路线，且提供带导游的游览活动。其中较短的远足路线一般会游览公园内的历史、赏枫和文化古迹。公园管理层亦在公园内赞助教育和科研项目。游客可在公园河流两侧的标识地点住宿，亦可在指定水域内游泳。 
霍米利沙森林国家有特殊的自然保护地位。该公园的保护区被特意安排在公园正中心以避免游客误入。此外，根据公园科学工作人员的建议，公园内的经济区和管制休闲区内分配有10至120公顷的特殊保护区——这些区域也被公园的管理机构称为“特别有价值的自然区域”。这些区域禁止砍伐和娱乐活动；除此之外，任何单位不得在这些区域盖房。这些区域在秋天晒草，其他草地保护区域的晒草时间则为5月至6月之间。

## 延伸阅读
- 亚速-锡瓦什国家自然公园